# Demonax invittatus
Demonax invittatus là một loài bọ cánh cứng trong họ Cerambycidae.